# Carlos de la Garza
Pour les articles homonymes, voir Garza.
Carlos de la Garza, né en 1807 et mort en 1882, était un propriétaire de ranch des comtés de Goliad, de Victoria et de Refugio au Texas. Il joua un rôle déterminant dans la bataille de Coleto Creek et dans la capitulation de James Fannin et des forces texanes.

## Jeunesse
Carlos était à la fois un Tejano (mexicain né au Texas ou Tejas) et un Labadeño ou Badeño (un descendant d'un soldat du Presidio La Bahía). Né en 1807 au presidio, du soldat José Antonio de la Garza et de son épouse Rosalia, la famille créa un rancho (ranch mexicain) sur un terrain appartenant à Mission La Bahía. Carlos était engagé dans l'élevage familial et a suivi les traces de son père en s'enrôlant dans l'armée mexicaine. En 1829, il épouse Tomasita García avec qui il aura trois enfants.

## Révolution texane
Le Presidio a été fondé en 1721 par la vice-royauté de la Nouvelle-Espagne sur les ruines du Fort Saint-Louis, derniers restes de la colonisation française du Texas près de la baie de Matagorda. Un an plus tard, des missionnaires franciscains ont établi une mission voisine sur le ruisseau Garcitas, dans une tentative infructueuse de convertir les Indiens Karankawa. Le presidio et la mission ont été déplacés à plusieurs reprises. Le dernier déménagement en 1749 concernait ce qui est maintenant Goliad. Mission La Bahía a été sécularisée en 1830. Selon l'historien Alonzo Salazar, de nombreuses familles de militaires mexicains, comme les Garzas, ont établi des ranchos sur les terres de la mission dans l'espoir que, si les terres de la mission étaient sécularisées, le gouvernement mexicain délivrerait des titres à ces personnes.
Le long de la côte du Golfe, dans les comtés actuels de Goliad, Refugio, San Patricio et Victoria, la participation de Tejano aux événements de la révolution texane a été partiellement influencée par les contrats de colonisation empresario. Les immigrants irlandais James Power et James Hewetson se voient octroyer un contrat de colonisation empresario en 1828 (modifié en 1831) pour installer quatre cents familles irlandaises sur des terres sécularisées qui appartenaient autrefois à la Mission Nuestra Señora del Refugio et Mission La Bahía. Quand Power et Hewetson ne réussirent pas à établir le nombre requis de familles, les rancheros locaux se virent attribuer un titre de colonisateur qui appartenait à Power et à Hewetson. Garza ne put avoir que le titre de colon de ces empresarios.
Les résidents mexicains de la région craignaient la spéculation foncière de la part des empresarios, se sentant menacés par l'afflux de colons qui s'emparaient de ce qu'ils croyaient être leurs terres. Avec de nombreux amis parmi les colons, Garza s'opposa à la révolution au motif que cela nuirait aux relations entre voisins. Le commandant du presidio, James Fannin, a pris pour cible Carlos Rancho, soupçonné d'héberger des espions mexicains et des maisons ont également été pillées. Pendant les événements de la bataille de Goliad, des rancheros tels que Garza ont offert aux habitants fuyant Goliad de la nourriture et un abri sur leurs terres.
Beaucoup dans la région voulaient des représailles, organisant par la suite les Victoriana Guardes en une coalition d'Indiens Tejanos et Karankawa, utilisant les compétences de combat de lanciers espagnols . Garza a été choisi comme chef. En tant qu'éclaireurs de José de Urrea lors de la bataille de Coleto Creek, ils ont utilisé des tactiques de guérilla contre Fannin,. La capitulation texane à Coleto Creek a conduit au massacre de Goliad. Garza a plaidé avec succès au nom de ses voisins anglophones qui ont combattu avec Fannin lors de l'escarmouche et leurs vies ont été épargnées par les troupes mexicaines.. Lorsque le secrétaire à la Guerre de la république du Texas, Thomas Jefferson Rusk, commença à exercer des représailles contre ses sympathisants mexicains, il ordonna la déportation de Garza. L'ordre n'a jamais été exécuté avec succès en raison d'une défense effectuée par les voisins de Garza.

## Fin de vie et mort
Bien qu'il se soit rangé du côté du Mexique lors de la révolution texane, Garza était en faveur de l'annexion du Texas de 1845. Carlos Rancho a survécu à une tentative légale en 1845 de Thomas Taylor Williamson, résident de la Louisiane, de saisir les terres de Garza.
Garza est décédé le 30 décembre 1882 et est enterré à côté de Tomasita à Carlos Rancho.